# Marc Gomez
Marc Gómez (nacido en Rennes el 10 de septiembre de 1954) es un exciclista francés de origen español, hijo de emigrantes cántabros (de Torrelavega) en el país galo. Fue profesional entre 1982 y 1989, siendo sus mayores éxitos deportivos los que logró en la Vuelta a España, donde en sus distintas participaciones obtuvo 3 victorias de etapa, Milán San Remo de 1982 y en el Campeonato de Francia de ciclismo en ruta, prueba en la que se impodría en 1983.

## Palmarés
| 1982 - 1 etapa de la Vuelta a España - Milán-San Remo - 1 etapa del Tour d'Armorique 1983 - Campeonato de Francia en Ruta - 1 etapa del Tour de l'Aude 1984 - 1 etapa del Tour del Porvenir 1985 - Vuelta a Suecia, más 1 etapa - 1 etapa del Tour de Limousin | 1986 - 2 etapas de la Vuelta a España - 1 etapa del Tour d'Armorique 1987 - 1 etapa de la Vuelta a Castilla y León 1988 - 1 etapa de la Vuelta a Portugal - 1 etapa de la Vuelta a la Comunidad Valenciana |

## Resultados en las Grandes Vueltas y Campeonatos del Mundo
| Carrera         | 1982 | 1983 | 1984 | 1985 | 1986  | 1987 | 1988 | 1989 |
| --------------- | ---- | ---- | ---- | ---- | ----- | ---- | ---- | ---- |
| Giro de Italia  | -    | -    | -    | 76.º | -     | -    | -    | -    |
| Tour de Francia | 71.º | Ab.  | -    | 99.º | 123.º | 79.º | -    | -    |
| Vuelta a España | 35.º | -    | -    | -    | 74.º  | Ab.  | 66.º | -    |
| Mundial en Ruta | Ab.  | -    | -    | -    | -     | Ab.  | 31.º | -    |

-: no participa 

Ab.: abandono 

## Equipos
- Wolber-Spidel (1982-1983)
- La Vie Claire (1984-1985)
- Reynolds (1986-1987)
- Fagor-MBK (1988)
- Reynolds (1989)